# Haras national de Rhénanie-du-Nord-Westphalie
Le haras national de Rhénanie-du-Nord-Westphalie, ou haras de Warendorf, est un haras national allemand, fondé en 1826 près de Warendorf par l'administration prussienne, dans l'objectif d'améliorer les chevaux localement. Sa gestion échoit au land de Rhénanie-du-Nord-Westphalie après 1945. Il est spécialisé dans l'élevage des races du Westphalien, du trait de Rhénanie, et du Pur-sang. Les étalons issus de Warendorf sont identifiés par l'affixe « NRW ».

## Histoire
Dès 1815, les éleveurs de Rhénanie et Westphalie demandèrent aux autorités qu'un haras soit mis à leur disposition dans leur province. Ce n'est cependant qu'en 1826 que le haras fut créé à proximité de Warendorf, bien que Berlin ait donné son accord dès 1816. Il s'ouvrit avec 13 étalons en provenance de la province de Prusse-Orientale, mais leur nombre augmenta rapidement.
En 1839, après la création du haras de Wickrath destinée à la seule Rhénanie, Warendorf resta compétent pour la Westphalie. Il est alors orienté vers la production de chevaux pour l'agriculture, oldenbourgs, frisons et anglo-normands notamment. Entre les deux guerre mondiales, sa réputation s'affirme grâce à ses chevaux de qualité, courts et puissants.
A la fin de la Seconde Guerre mondiale, le haras est administré par le Land de Rhénanie-du-Nord-Westphalie, sous la compétence du ministère de l'Environnement et de l'agriculture. Il continue alors à faire naître des chevaux de trait, dont certains subsistent pour fournir des chevaux lourds pouvant effectuer du débardage.

## Le haras aujourd'hui
Le haras abrite un élevage dont sont issus certains des meilleurs chevaux allemands qui s'illustrèrent dans les différentes disciplines olympiques au plus haut niveau. Rembrandt, champion olympique de dressage en 1988, Mc'Lain, champion du monde en 1986, Allerich, champion olympique en 1984, Bonfire, champion du monde de dressage en 1982, figurent parmi eux.
Les chevaux du haras se caractérisent par leur grande taille, leur taille moyenne étant de 1,68m.
Depuis 1968, le haras abrite une école d'équitation qui forme des enseignants et des vétérinaires spécialisés.